# The Wiz
The Wiz: The Super Soul Musical "Wonderful Wizard of Oz" es un musical de Broadway con letra y música de Charlie Smalls y libreto de William F. Brown. 
En el año 1975 la obra obtuvo un total de siete Premios Tony incluyendo Mejor Musical.Fue reestrenada en New York, Londres, San Diego y en los Países Bajos. La adaptación cinematográfica fue protagonizada por Diana Ross y lanzada en 1978.

## Argumento
La obra se desarrolla en la ciudad de Kansas, donde una niña llamada Dorothy vive con su Tía Em y su Tío Henry. Esta, no está conforme con su repetitiva y aburrida vida rutinaria, exigiendo y deseando un emocionante cambio en esta.
Un día, un tornado arrastra su casa con a ella junto a su perro Toto al mundo de Oz, aplastando y matando accidentalmente a la bruja mala de Norte. Posterior a eso, conoce a Glinda, la bruja buena del Norte y a los Munchkins, los habitantes de esta tierra, los cuales le agradecen su hazaña. Dorothy le demuestra a la Glinda sus intenciones de querer volver a casa, por lo que ella le hace saber sobre El Mago De Oz, un mago todopoderoso que habita en ciudad esmeralda, el cual puede ayudarle a volver a casa concidiendole su deseo. Posterior a eso, Glinda le indica el camino de baldosas amarillas, el cual ayudara a Dorothy a llegar a Ciudad Esmeralda, y le entrega los zapatos de rubí de la Bruja para que estos le den suerte.
No mucho después de empezar su recorrido, se encuentra a un espantapajaros siendo molestado por unos cuervos, y lo ayuda a bajar del poste en el que se encuentra al notar su deseo de poder caminar. Después de ayudarlo y haber ahuyentado a los cuervos, el espantapajaros le cuenta sobre su más grande deseo, poseer un cerebro. Dorothy, al notar su tristeza y decepción por no tener un cerebro, le ofrece acompañarla hacia el Mago De Oz para que este le conceda su deseo, el espantapajaros acepta sin pensarlo dos veces.
Posteriormente, encuentran a un Hombre De Hojalata oxidado haciendo esfuerzos por pedir ayuda. Estos, al acercarse a él, se dan cuenta de su petición, la cual era rociarle aceite por el cuerpo para poder movilizar sus articulaciones de una vez por todas. Tras haberlo ayudado y haber tenido una pequeña conversación, se hace evidente su deseo por tener un corazón. El espantapajaros le da la idea a Dorothy sobre ofrecerle llevarlo con ellos hacia el Mago De Oz para poder condecerle un corazón, y este también acepta.
Después de un rato, se cruzan a un león, el cual los intimida y amenaza por un rato, hasta que Toto lo bota al suelo y este se pone a llorar. El equipo se da cuenta de que el león en realidad es un cobarde y fue expulsado de la jungla por esa misma razón. Estos, conmovidos por su testimonio, le ofrecen llevarlo con ellos hacia el Mago para que este le conceda su valentía, y este también acepta.
Después de eso, empiezan a escuchar raros ruidos desde el exterior, hasta que son atacados por unos "Kalidash" , que son unos animales con cuerpo de león y cabeza de tigres. El león, logra intimidarlos y espantarlos, pero queda terriblemente asustado. Dorothy lo calma y felicita por su gran labor y hazaña realizada.
Posterior a eso, son rodeados por "Poppies", unas flores con esencia la cual hace dormir a cualquier ser vivo humano/animal. Dorothy, Toto y el León, debido a eso, se quedan dormidos y son secuestrados. Afortunadamente, el Espantapajaros y el Hombre de Hojalata, al no ser seres vivos como tal, logran rescatar a Dorothy, Toto y a él León.
Después de eso, logran llegar a Ciudad Esmeralda y son recibidos con una coreografía de los habitantes de esta, para posteriormente ser llevados hacia el Mago De Oz. Este resulta ser más exigente de lo que creían, y el les pide a cambio de sus deseos, matar a la Bruja Mala Del Sur y llevar su escoba como prueba. Si realizaban la hazaña, debían volver al día siguiente. Estos, al no tener más opción, aceptan.
Pasa un día y estos se dirigen hacia el lugar donde habita la Bruja Mala, esta, al ver que Dorothy y sus amigos se dirigen hacia el lugar con esas intenciones, envía a sus monos voladores a atraparlos y llevarlos hacia ella. Dorothy y sus amigos, después de una persecución, son atrapados por los monos voladores. La bruja tortura a el Espantapajaros, al Hombre de Hojalata y al León y amenaza con matar a Toto, con el fin de que Dorothy le entregue las zapatillas de rubí de su hermana. Dorothy, después de un rato, accede, pero mientras se las quita, el Espantapajaros le dice de que la bruja es alérgica al agua, por lo que ella la ataca con esta, provocando su muerte.
Los trabajadores y monos de la Bruja celebran su muerte y como agradecimiento, le dan su escoba.
Al llegar donde el Mago, se dan cuenta de que lamentablemente es un estafador, y no un Mago como solían llamarlo, era solo una persona normal y corriente que estafaba a la gente, pidiéndole complicadas cosas a esta, las cuales no todos podían llegar a realizar, a cambio de sus deseos. El mago les confiesa de que no pensaba que lograrían matar a la Bruja y que no puede conceder sus deseos ya que no tiene los recursos ni los poderes para ello. Tras esa desilusión, Dorothy convence al equipo, de que, las cualidades que ellos añoraban, ya las tenían pero sin que ellos lo supieran. Le dice a él Espantapajaros tuvo la idea de llevar al Hombre De Hojalata y al León con ellos y la idea de cómo matar a la Bruja, y que sin él, no habrían podido matarla. Al Hombre de Hojalata le recuerda su gran amistad, bondad, gentileza y deseo de ayudar a los demás, y al León le recuerda su valentía ante la Bruja y los Kalidash, y que sin él probablemente los Kalidash los habrían vencido. Posteriormente, le dice al Mago que deje de estafar a la gente, y que de una vez por todas le diga a la gente la verdad. Después de eso, recuerda que ella no podrá volver a casa junto a Toto, hasta que llega la Bruja Buena Del Sur, la hermana de Glinda, a informarle de que su deseo de volver a casa si podra ser concedido, y de que simplemente debe pensar en su hogar y chocar 3 veces los zapatos de rubí entre sí.
Después de una conmovedora despedida del equipo, Dorothy le hace caso a la Bruja y sigue sus indicaciones, así volviendo finalmente a casa.

## Elenco
| Role:      | Interpretación      | Compañía(s)          |
| Dorothy    | Stephanie Mills     | Broadway, Road Tour  |
|            | Renee Harris        | Road Tour            |
|            | Deborah Malone      | Road Tour            |
|            | Ren Woods           | LA Company           |
| Scarecrow  | Hinton Battle       | Broadway, Road Tour  |
| Tin Man    | Tiger Haynes        | Broadway             |
| León       | Ted Ross            | Broadway, LA Company |
| Glinda     | Dee Dee Bridgewater | Broadway             |
| The Wizard | André DeShields     | Broadway, LA Company |
|            | Kamal Scott         | Broadway, Road Tour  |
| Evillene   | Mabel King          | Broadway             |
| Addaperle  | Clarice Taylor      | Broadway             |

## Canciones
| Acto 1 1. The Feeling We Once Had – Aunt Em 2. Tornado – Company 3. He's the Wiz – Addaperle and Munchkins 4. Soon as I Get Home – Dorothy 5. I was Born – Scarecrow and Crows 6. Ease on Down the Road – Dorothy, Scarecrow, and Yellow Brick Road 7. Slide Some Oil to Me – Dorothy, Scarecrow, and Tin Man 8. (I'm a) Mean Ole Lion – Lion 9. Kalidah Battle – Dorothy, Scarecrow, Tin Man, Lion, Kalidahs, and Yellow Brick Road 10. Be a Lion – Dorothy and Lion 11. Lion's Dream – Lion and Poppies 12. Emerald City Ballet – Dorothy, Scarecrow, Tin Man, Lion, and Company 13. So You Wanted to Meet the Wizard – Wizard 14. What Would I Do If I Could Feel – Tin Man | Acto 2 1. Don't Nobody Bring Me No Bad News – Evillene 2. Wonder Wonder Why - Dorothy (This song only appeared in the 1984 revival.) 3. Funky Monkeys – Monkeys 4. Everybody Rejoice (Brand New Day) – Dorothy, Scarecrow, Tin Man, Lion, and Winkies 5. Who Do You Think You Are? – Dorothy, Scarecrow, Tin Man, and Lion 6. Believe in Yourself – Wizard 7. Y'all Got It! – Wizard 8. A Rested Body Is a Rested Mind – Glinda 9. If You Believe – Glinda 10. Home/Finale – Dorothy |

- Datos: Q2855727